# Carl von Lichnowsky
Carl Alois von Lichnowsky, también conocido como Carl Alois, Fürst von Lichnowsky-Woschütz o Karl Alois Johann Nepomuk Vinzenz Leonhard, Fürst Lichnowsky (en checo Karel Alois Lichnovský z Voštic), (Viena, 21 de junio de 1761 – Viena, 15 de abril de 1814) fue el segundo príncipe Lichnowsky y chambelán de la corte imperial de Austria. Es recordado por su mecenazgo musical y sus relaciones con Wolfgang Amadeus Mozart y Ludwig van Beethoven.

## Vida
Lichnowsky nació en Viena como hijo mayor del príncipe Friedrich Karl Johann Amadeus von Lichnowsky-Werdenberg (1720-1788) y su esposa, la condesa Maria Karolina von Althann (1741-1800). Aunque Lichnowsky pasó la mayor parte del tiempo en Viena, en realidad fue en Prusia donde ostentó el título de príncipe. Sus propiedades estaban situadas en Grätz, en la parte austriaca de la histórica provincia de Silesia, la mayor parte de la cual fue conquistada por Prusia a principios de siglo. La localidad se llama hoy Hradec nad Moravicí y está dentro de las fronteras de la República Checa.
En su juventud (1776-1782) estudió Derecho en Leipzig y Gotinga. En Gotinga conoció a Johann Nikolaus Forkel, que más tarde se haría famoso por escribir la primera biografía de Johann Sebastian Bach. Por aquel entonces, el príncipe comenzó a coleccionar obras de Bach en copias manuscritas, además de ser músico y compositor.
En 1788 se casó con la que había sido condesa imperial Maria Christiane von Thun und Hohenstein, la "bella" (según Otto Erich Deutsch) hija de la condesa imperial Maria Wilhelmine von Thun und Hohenstein, de soltera condesa imperial von Uhlfeldt, y del conde imperial Franz Josef Anton von Thun und Hohenstein (nacido en 1734), que más tarde sería chambelán imperial.
Lichnowsky era masón y hermano de logia de Mozart; véase Mozart y la masonería.
Murió de apoplejía en Viena el 15 de abril de 1814.

### Relación con Mozart
En 1789 viajó a Berlín, llevando consigo a Mozart. También prestó dinero a Mozart, que éste no pudo devolver. Esto llevó al príncipe a demandar a Mozart, y el 9 de noviembre de 1791, pocas semanas antes de la muerte del compositor, el Tribunal de la Baja Austria (Landrechte) falló el caso a favor del príncipe, dictaminando que Mozart le debía la suma de 1.435 florines y 32 kreutzer, una cantidad considerable. El tribunal emitió una orden a la cámara de la corte imperial (empleadora de Mozart) para que embargara la mitad del salario del músico, que ascendía a 800 florines anuales. Las pruebas del pleito no se descubrieron (por Otto Mraz) hasta 1991, por lo que no se comentan en las biografías anteriores de Mozart.

### Relación con Beethoven
Lichnowsky fue uno de los apoyos aristocráticos más importantes de Beethoven. En una carta de 1805 el compositor le llamaba "uno de mis más leales amigos y promotores de mi arte". En 1796 el príncipe viajó a Praga, esta vez llevando consigo a Beethoven, que se dirigía a Berlín. En 1800 Lichnowsky concedió a Beethoven una asignación anual de 600 florines hasta que encontrara un empleo fijo como músico. El estipendio continuó hasta 1806, cuando estalló una furiosa disputa entre ambos que puso fin a su amistad. Beethoven, que se alojaba en la residencia de Lichnowsky, se había negado a tocar para los oficiales franceses de visita. Más tarde, al llegar a Viena, Beethoven rompió un busto del príncipe.
Beethoven dedicó las siguientes composiciones musicales, todas anteriores a 1806, al príncipe Lichnowsky:
- Los tres Tríos para piano, Op. 1 (1795).
- Las nueve variaciones para piano sobre "Quant'è più bello" de la ópera La molinara de Giovanni Paisiello, WoO 69 (1795).
- La Sonata para piano n.º 8 en do menor, Op. 13 "Patética" (1798).
- La Sonata para piano n.º 12 en la bemol mayor, Op. 26 (1801).
- La Sinfonía n.º 2 (1802).